# Ahmed Rachedi
Ahmed Rachedi (* 1938 in Tebessa, Algerien) ist ein algerischer Filmregisseur und Drehbuchautor. Sein Debüt als Regisseur hatte er 1963 mit der Filmdokumentation Peuple en marche. Bekannt wurde er als Produzent des Films Z, für den er 1970 zusammen mit Koproduzent Jacques Perrin eine Oscar-Nominierung erhielt. 1981 wurde er für Ali in Wonderland mit dem Ehrenpreis des Internationalen Filmfestival Moskaus ausgezeichnet. 1993 erhielt er für C'était la guerre zusammen mit Maurice Failevic den französischen Filmpreis des Festival International de Programmes Audiovisuels. 

## Filmografie
- 1963: Peuple en marche
- 1966: Dawn of the Damned (Fajr Al-Mu'azabine)
- 1971: L’Opium et le baton
- 1978: Ali in Wonderland (Ali fi bilad al-sarab)
- 1979: Ali Au Pays De Mirage
- 1993: C’était la guerre
- 2008: Mostefa Ben Boulaid